# Hotwire (группа)
Hotwire ([hɒtwaɪə]) — американская рок-группа, образованная в 1999 году. Группа получила наибольшую известность благодаря треку «Invisible», который прозвучал в видеоигре «Need for Speed: Underground».

## История группы
Будущие участники Hotwire познакомились ещё в школе. Записав несколько демо, группа несколько раз выступала на разогреве у таких команд как: Incubus, Linkin Park, Hoobastank и Audiovent. В декабре 2000го года на RCA Records они записывают 4х-трековый одноименный ЕР, а уже в 2002м приступают к записи полноформатного альбома The Routine, который вышел летом 2003го года. В поддержку альбома группа выступила на фестивале Ozzfest. Сингл на песню Not Today стал хитом на американском рок-радио и занял 40ю позицию в чарте Billboard.
Группа распалась сразу же после фестиваля Ozzfest в 2003м году.
После распада группы, гитарист-вокалист Рас Мартин уходит в Skyscraper Frontier, гитарист Гейд Рарсия становится участником Transfatal Express, ударник Брайан Борг становится одним из основателей Deadbirds, а, ушедший ещё до записи альбома, бас-гитарист Крис Страйзер основывает Countervail. Гейб, Рас и Брайан записываются на одном лейбле Coming Home Records.

## Дискография
- Promo CD (2002)
- Hotwire EP (RCA Records, 2002)
- Not Today (CDS) (RCA Records, 2002)
- The Routine (RCA Records, 2003)

## Факты
- Песня Invisible, вошедшая в альбом The Routine, была выбрана для саундтрека к игре Need for Speed Underground
- Песня Not Today вошла в саундтрек игры Evolution Skateboarding
- Не вошедшая ни в один релиз группы композиция Cyanide Boy, записанная в 2001м году, входит в саундтрек игры MTV Sports: T.J. Lavin's Ultimate BMX.